# José Ignacio Salafranca Sánchez-Neyra

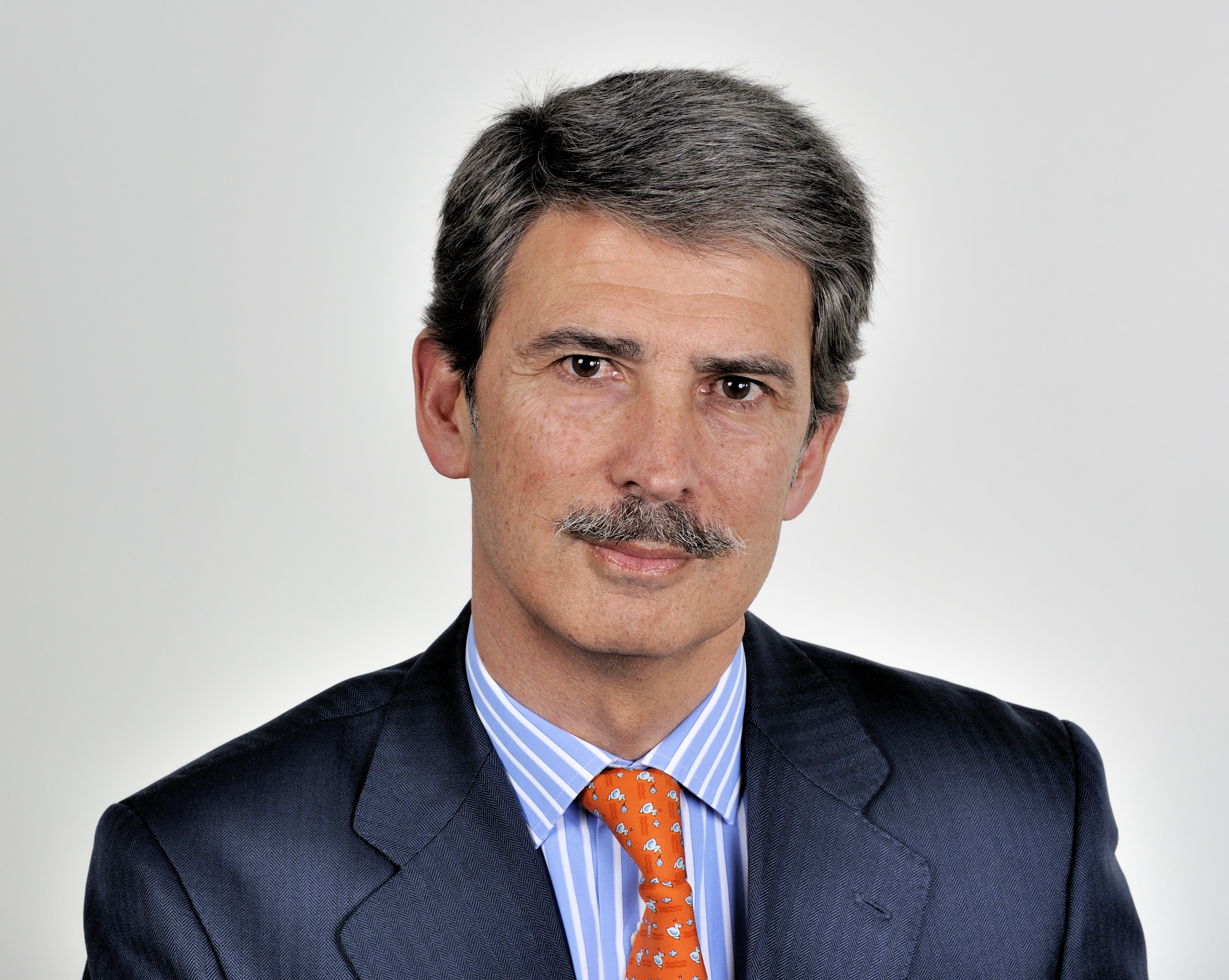
José Salafranca Sánchez-Neira (2011)

José Ignacio Salafranca Sánchez-Neyra este un om politic spaniol, membru al Parlamentului European în perioada 1999-2004 din partea Spaniei.
1. 1 2  Deputații în Parlamentul European